# 衰毛葶苈
衰毛葶苈（学名：Draba senilis），为十字花科葶苈属下的一个植物种。